# Mykines (Gemeindebezirk)
Mykines (griechisch Δημοτική Ενότητα Μυκηναίων, dt. auch Mykene) ist seit 1. Januar 2011 ein Gemeindebezirk in der Gemeinde Argos-Mykene im Westen der Argolis. Vor der Kallikratis-Reform war Mykines von 1997 bis 2010 eine eigenständige Gemeinde um die eigentliche Ortschaft Mykines, die 1918 nach der nahe gelegenen Ausgrabungsstätte von Mykene ihren Namen erhielt.